# 头穗藨草
头穗藨草（学名：Cyperus michelianus），又名旋麟莎草，是莎草科莎草属的植物。分布于欧洲中部以及非洲北部、西伯利亚地区、日本以及中国大陆的安徽、江苏、浙江、河北、黑龙江、河南、广东等地，生长于海拔40米至550米的地区，多生于水边潮湿空旷的地方，目前尚未由人工引种栽培。

## 异名
- Scirpus michelianus (L.) Nees